# Pragmatique Sanction (1830)
Pour les articles homonymes, voir Pragmatique Sanction.

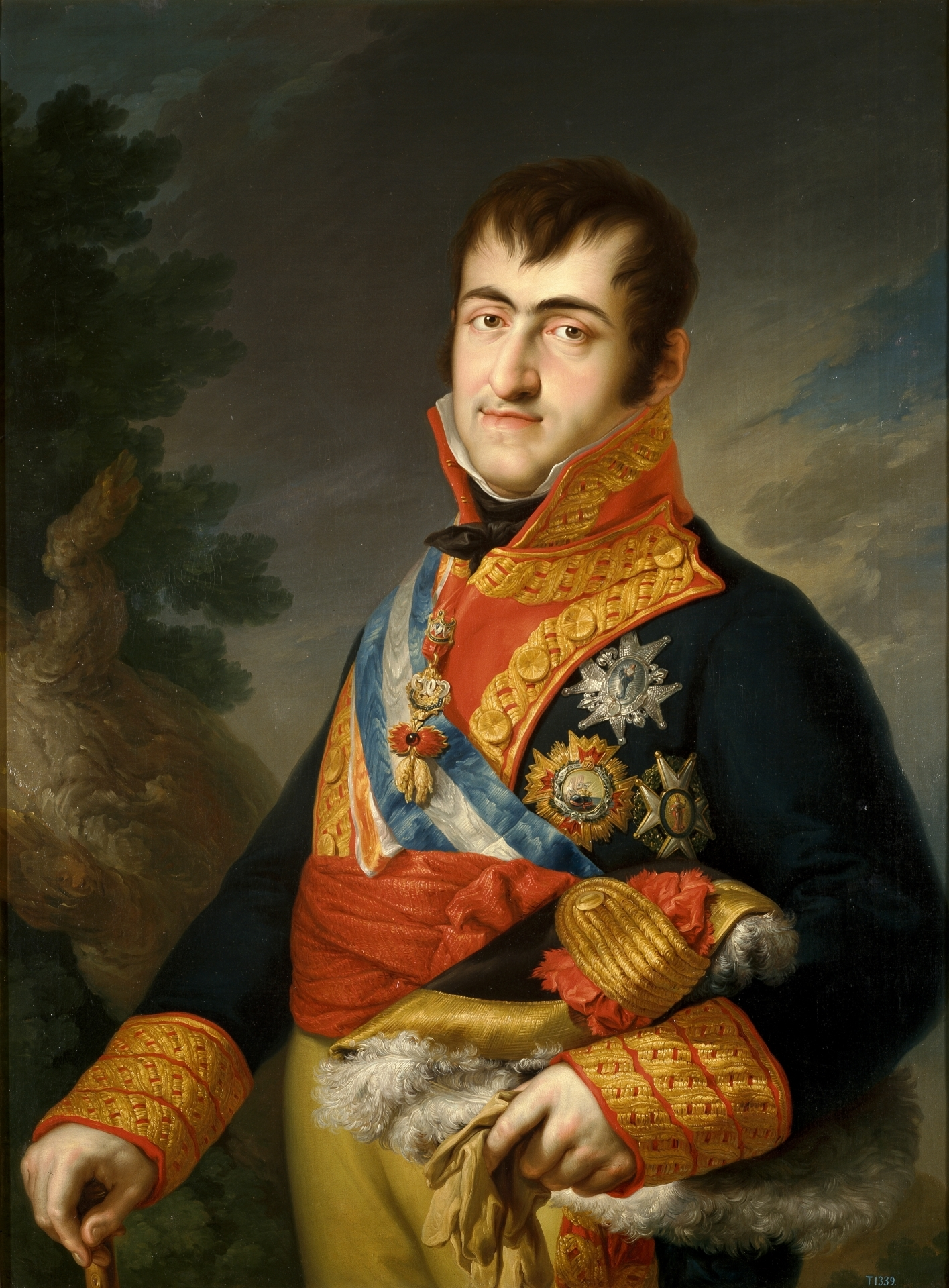
Son auteur, Ferdinand VII…

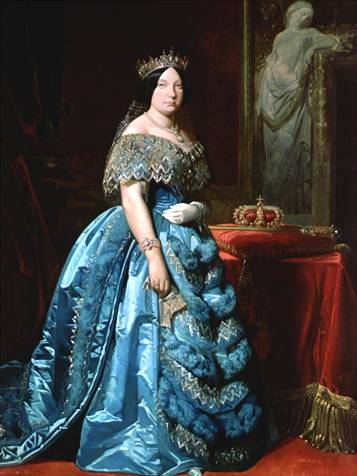
… et la bénéficiaire, Isabelle II

La Pragmatique sanction de 1830 (Pragmática sanción de 1830) est un décret promulgué le 29 mars 1830 par le roi Ferdinand VII d'Espagne. Elle annule la loi salique, en vigueur depuis plus d'un siècle.

## Contexte
En 1713, le roi Philippe V, prince d'origine française, promulgue la loi salique en imitant la loi française, qui prétend que les femmes ne peuvent hériter du trône. Bien que tenant ses droits au trône espagnol de sa grand-mère, Marie-Thérèse d'Autriche, Philippe V prétend ainsi empêcher les Habsbourg de récupérer le trône par le biais de lignées féminines. 
En mars 1830, Ferdinand VII, après trois mariages stériles mais dont la quatrième épouse (et nièce) Marie-Christine de Bourbon-Siciles est enceinte (ils ont deux filles : Isabelle, la future Isabelle II d'Espagne en octobre 1830, et l'infante Louise-Fernande de Bourbon en 1832), décide d'achever la timide tentative d'annuler la loi salique, que son père, Charles IV avait initié en 1789, en promulguant la Pragmatique Sanction afin que ses descendants, quel que soit leur sexe, puissent être proclamés roi ou reine après sa mort.

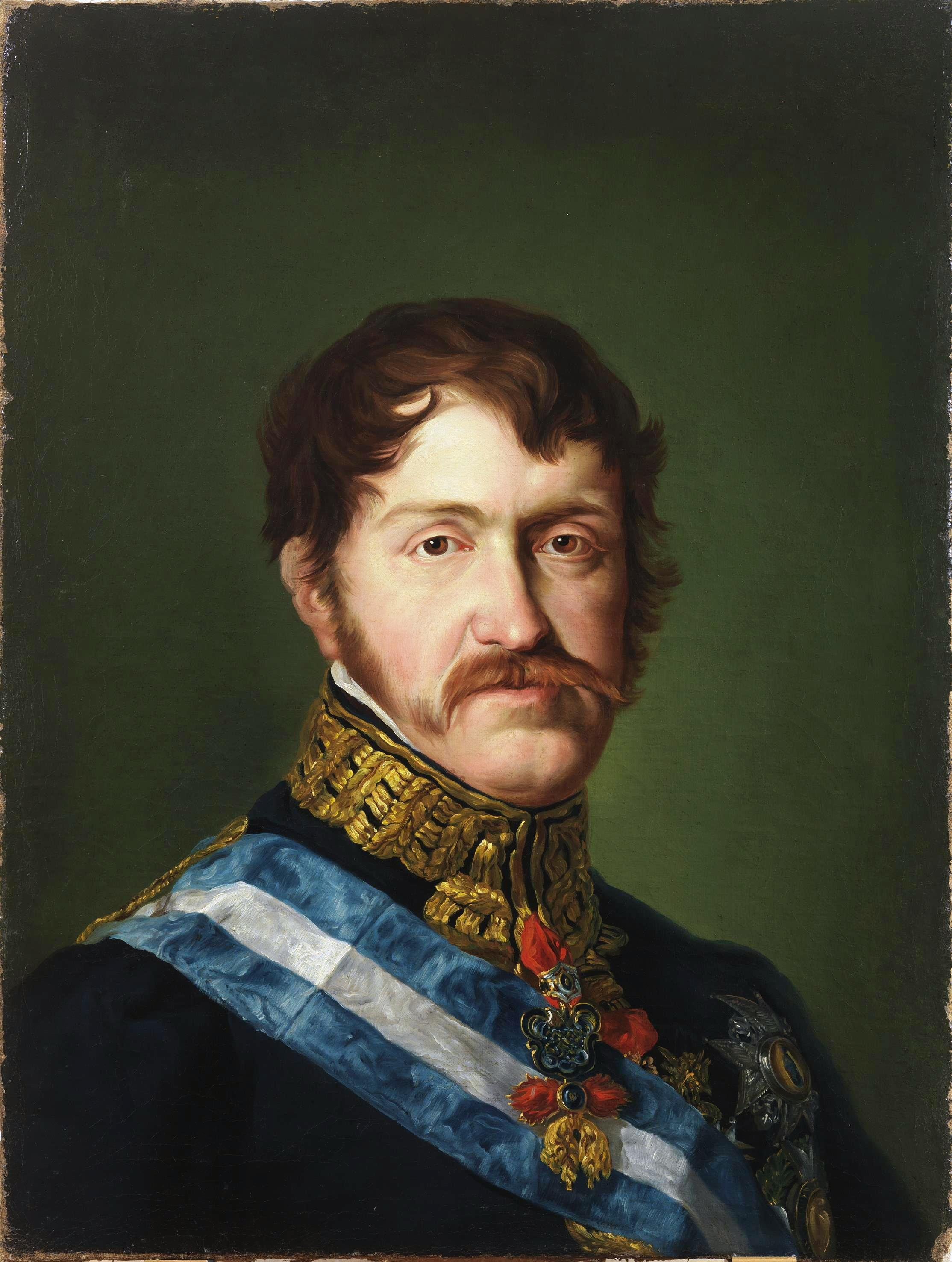
Charles de Bourbon, comte de Molina.

La Pragmatique Sanction porte préjudice au frère du roi, Charles de Bourbon, absolutiste héritier de la couronne selon la loi salique et qui a trois fils. Les partisans de ce dernier, en particulier ses épouses (et nièces) successives Marie Françoise de Portugal et Marie-Thérèse de Portugal, ainsi que le ministre Francisco Tadeo Calomarde, font pression sur le roi, malade de la goutte, et réussissent à le faire revenir temporairement sur sa décision. 
Sur les instances de son autre belle-sœur (et nièce), Louise-Charlotte de Bourbon-Siciles, qui est doublement sa belle-sœur puisqu'elle est l'épouse (et nièce) de l'infant François de Paule, le plus jeune de ses frères, et la sœur de la reine Marie-Christine, Ferdinand VII rétablit toutefois la Pragmatique Sanction et dissout son gouvernement trop partisan de Charles. Lorsqu'il meurt le 29 septembre 1833, Isabelle est proclamée reine. En raison de son jeune âge, la régence est confiée à la reine, la libérale Marie-Christine.
Charles quitte le territoire hispanique, suivant sa belle-sœur Marie-Thérèse dans son retour au Portugal, lui permettant ainsi de ne pas être présent lors de l'intronisation d'Isabelle II, et ne pas lui prêter serment. Revenant ensuite en Espagne pour réclamer le trône, il déclenche la première guerre carliste.
Derrière cette querelle de succession se dissimulent deux conceptions politiques de l'Espagne qui s'opposent depuis l'instauration de la Constitution espagnole de 1812, l'une conservatrice et l'autre libérale, la seconde prenant le pas sur la première par la victoire des forces d'Isabelle.